# District de Nishiokitama
Le district de Nishiokitama (西置賜郡, Nishiokitama-gun) est un district situé dans la préfecture de Yamagata, sur l'île de Honshū, au Japon.

## Géographie

### Démographie
En 2003, la population du district de Nishiokitama était de 35 166 habitants répartis sur une superficie de 1 224,89 km2 (densité de population d'environ 29 hab./km2).

### Divisions administratives
Le district de Nishiokitama est constitué de trois bourgs : Iide, Oguni et Shirataka.